# إعراب القرآن (جامع العلوم الباقولي)
كتاب إعراب القرآن واسمه الصحيح (جواهر القرآن ونتائج الصنعة) لمؤلفه: جامع العلوم الأصبهاني الباقولي، المتوفى بأصبهان سنة 543 هـ. طُبع بعنوان (إعراب القرآن المنسوب إلى الزجَّاج) بتحقيق الأستاذ إبراهيم الأبياري، ثم طُبع بالعنوان الصحيح (جواهر القرآن ونتائج الصنعة) بتحقيق الدكتور محمد أحمد الدالي.

## مؤلف الكتاب
هو علي بن الحسين بن علي الضرير الأصبهاني المعروف بأبي الحسن الباقولي، له من التصانيف: كتاب شرح اللمع. وكتاب كشف المشكلات وإيضاح المعضلات في علل القرآن، وغيرهما. توفي بأصبهان سنة 543هـ.

## عنوان الكتاب

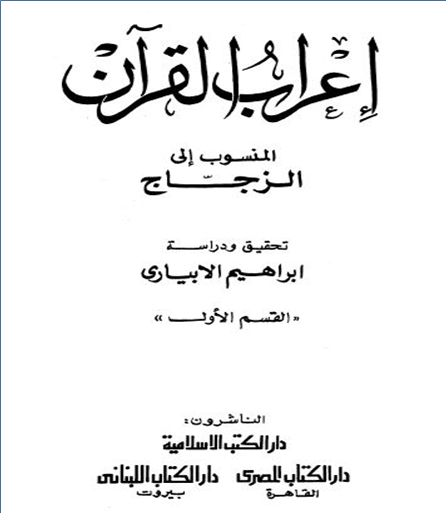
غلاف الكتب بتحقيق إبراهيم الأبياري بالعنوان الخطأ

طُبع الكتاب بعنوان (إعراب القرآن المنسوب إلى الزجَّاج) بتحقيق الأستاذ إبراهيم الأبياري، عام 1963م، عن نسخة خطية واحدة.
ثم تصدَّى لتصحيح عنوان الكتاب ونسبته إلى صاحبه العلَّامة أحمد راتب النفَّاخ، شيخ العربيَّة في الشام، وكان ذلك عام 1973م يوم جَلا عن حقيقة الكتاب مرجِّحًا أنه كتابُ (جواهر القرآن)، وقاطعًا أنه لجامع العلوم، في مقالتين أوفى فيهما على الغاية، بعنوان (كتاب إعراب القرآن المنسوب إلى الزجَّاج: تحقيق نسبته واسمه، وتعريف بمؤلفه، واستكمال لتحقيق بعض أبوابه) نشرهما في مجلة مجمع اللغة العربية بدمشق، المجلد 48، الجزء الرابع، عام 1393هـ/ 1973م، والمجلد 49، الجزء الأول، عام 1393هـ/ 1974م.
ثم اهتمَّ تلميذُه محمد أحمد الدالي بجامع العلوم الأصبهانيِّ الباقولي وآثاره، وكانت دراسةُ كتابه (كشف المشكلات وإيضاح المعضلات) وتحقيقه، الأطروحةَ التي نال بها الدكتوراه من جامعة دمشق عام 1987م بمرتبة الشَّرف، باقتراح من أستاذه النفَّاخ. وقد نشر الدالي مقالتين تتَّصلان بهذا الكتاب؛ أولاهما بعنوان (كتاب إعراب القرآن المنسوب إلى الزجَّاج هو كتابُ الجواهر لجامع العلوم الأصبهاني) في مجلَّة مجمع اللغة العربية بدمشق، المجلد 66، الجزء الأول، عام 1410هـ/ 1990م. وهي في كتابه (الحصائل) 2/ 104- 128، عدد صفحاتها 24 صفحة. والأُخرى بعنوان (صلةُ الكلام في كتاب الجواهر لجامع العلوم الأصبهانيِّ وتحقيق اسمه) في مجلَّة معهد المخطوطات العربية بالقاهرة، المجلد 43، الجزء الثاني، 1420هـ/ 1999م. وهي في كتابه (الحصائل) 2/ 284- 308، عدد صفحاتها 24 صفحة.
ثم صدر الكتاب بتحقيق الدالي بعنوان (جواهر القرآن ونتائج الصنعة)، في طبعة جامعةٍ لأصول رواياته عن ثلاث نسخ خطيَّة، عن دار القلم بدمشق، عام 1440هـ/ 2019م، في أربعة مجلَّدات كبيرة مجموع صفحاتها 2044 صفحة.

## نبذة عن الكتاب
يضم الكتاب تسعين بابًا استخرجها مؤلفه من التنزيل بعد فكر وتأمل وطول إقامة على الدرس، كما يقول في مقدمته، وهو يعني إحدى اثنتين: إما أن تكون هذه الأبواب المتمة للتسعين كانت ملء فكره، وقيد ذكره، وأنه تتبع شواهدها يجمعها من القرآن الكريم، وإما أن تكون هذه الأبواب أملاها عليه تصفحه للقرآن الكريم، فإذا هي تستوي له بعناوينها وشواهدها.، ولم يكن الكتاب متمخضًا في إعراب القرآن بل شمل أبوابًا شتى.
وهذا الكتاب متعلق بعلوم العربية، وتكمن أهميته في كونه من تأليف إمام في العربية، قال عنه أبو الحسن البيهقي: «هو في النحو والإعراب كعبة لها أفاضل العصر سدنة، وللفضل فيه بعد خفائه أسوة حسنة». وقال خليل ابن أيبك الصََّفَدي: «هذا الإمام استدرك علي أبي الحسن النسوي وعبد القاهر وله هذه الرتبة».

### موضوعات الكتاب
جعله في قرابة تسعين بابا، وجعلها المحقق في ثلاثة أقسام، والأبواب كثيرة، نأخذ بعضها:
1. باب ما ورد في التنزيل من إضمار الجمل.
2. باب ما جاء في التنزيل وقد حذف منه حرف الجر.
3. باب ما جاء في التنزيل من إجراء «غير» في الظاهر على المعرفة.
4. باب ما جاء في التنزيل من الإشمام والروم.
5. ما جاء في التنزيل من حذف «هو» من الصلة.
6. باب ما جاء في التنزيل مما يتخرج على أبنية التصريف.
7. ما جاء في التنزيل وقد وصف المضاف بالمبهم.
8. باب ما جاء في التنزيل وقد رفض الأصل واستعمل ما هو فرع.
9. باب ما جاء في التنزيل من ألفاظ استعملت استعمال القسم وأجيبت بجواب القسم.
10. باب ما جاء في التنزيل من الأفعال المفرغة لما بعد «إلا».

### منهج المؤلف في الكتاب
- الذين ألفوا مستقلين في إعراب القرآن كتبا مستقلة عرضوا الإعراب في ظل السور، غير كتابنا هذا الذي عرض السور في ظل الإعراب، غير أنه لم يمض في هذا إلى آخر المطاف، بل ضم إلى هذه الأبواب الإعرابية أبوابا أخرى في أغراض مختلفة.
- يذكر الموضوع النحوي ثم يستشهد بالآية، فيقول مثلا: «ما جاء في التنزيل وقد حذف منه حرف الجر فمن ذلك قوله تعالى: {اهْدِنَا الصِّرَاطَ الْمُسْتَقِيمَ} [الفاتحة: 6] التقدير: اهدنا إلى الصراط».[10]